# Statue de Saint-Jean Népomucène (Varsovie)
La Statue de Saint-Jean Népomucène est un monument construit au XVIIIe siècle. Elle est située rue Senatorska, à côté du Palais Mniszech (en polonais Pałac Mniszchów), dans l'arrondissement de Śródmieście (Centre-ville) à Varsovie.

## Sources
- (pl) Cet article est partiellement ou en totalité issu de l’article de Wikipédia en polonais intitulé « Figura św. Jana Nepomucena w Warszawie przy ulicy Senatorskiej » (voir la liste des auteurs).